# شهرستان ماساللی
ماساللی (به لاتین: Masallı) نام بخشی در جنوب شرقی جمهوری آذربایجان به مرکزیت شهر ماسالی است. این بخش ۷۲۱ کیلومتر مربع وسعت و جمعیتی بالغ بر ۱۸۳۵۰۰ نفر دارد. ماسالی به ساحل دریای کاسپین متصل است.

## جغرافیا
شهرستان ماسالی در جلگه و دشت لنکران و تا حدی در کوه‌های تالش متمرکز است. رایون ماسالی هم‌مرز با رایون‌های لنکران، لریک، یاردیملی، جلیل‌آباد و نفت چاله است. در شرق آن، دریای کاسپین و غرب آن، کوه‌های تالش و است. حداکثر ارتفاع این منطقه به ۹۱۷ متر می‌رسد، کمترین عمق در دریای کاسپین با ژرفای-۲۶٫۵ متر است. در این شهرستان(رایون) منابع معدنی و زمین گرمایی وجود دارد.
متوسط دما در ماه ژانویه ۲٫۵ درجه سانتی گراد است، همچنین متوسط دما در ماه جولای ۲۵٫۶ درجه سانتیگراد است. متوسط بارندگی سالانه بین ۶۰۰–۸۰۰ میلی‌متر است. بزرگ‌ترین و طولانی‌ترین رود شهرستان ویلش چای نام دارد. درختان بلوط، ممرز، راش، انجیلی، آلو و ازگیل نیز در این ناحیه وجود دارند.

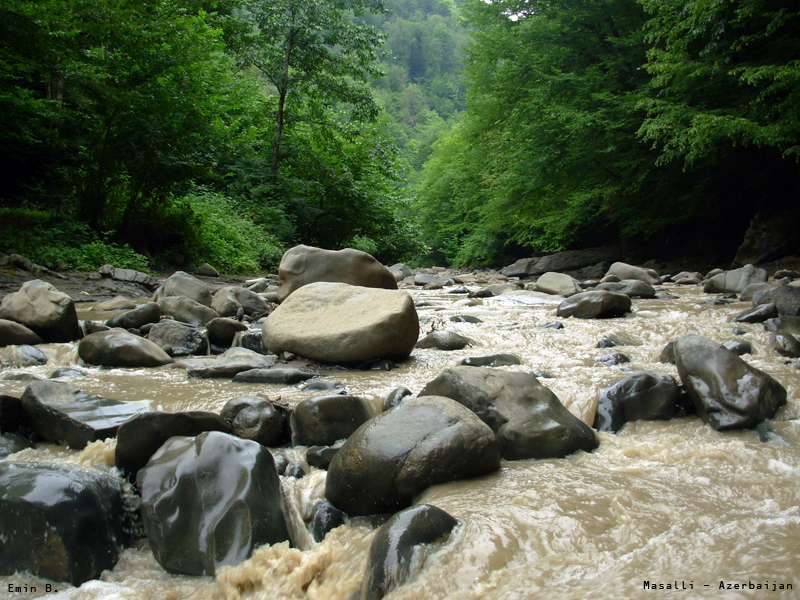
طبیعت ماسالی

## جمعیت
طبق اطلاعات رسمی AzStat در تاریخ ۱ ژانویه ۲۰۱۴، ۲۱۱٬۹۵۱ نفر در این شهرستان زندگی می‌کنند. بر اساس داده‌های سال ۲۰۲۰، جمعیت ریون شامل ۲۲۸٫۹۷۷ نفر است. ۹۲ درصد مردم تالشی و ۷٫۹ درصد آذربایجانی هستند.

## تاریخ رسمیت یافتن
در ۸ آگوست سال ۱۹۳۰، منطقه اداری ماسالی تأسیس شد و نام ماسالی وارد نقشه آذربایجان شوروی به عنوان مرکز منطقه‌ای شد.

## نگارخانه

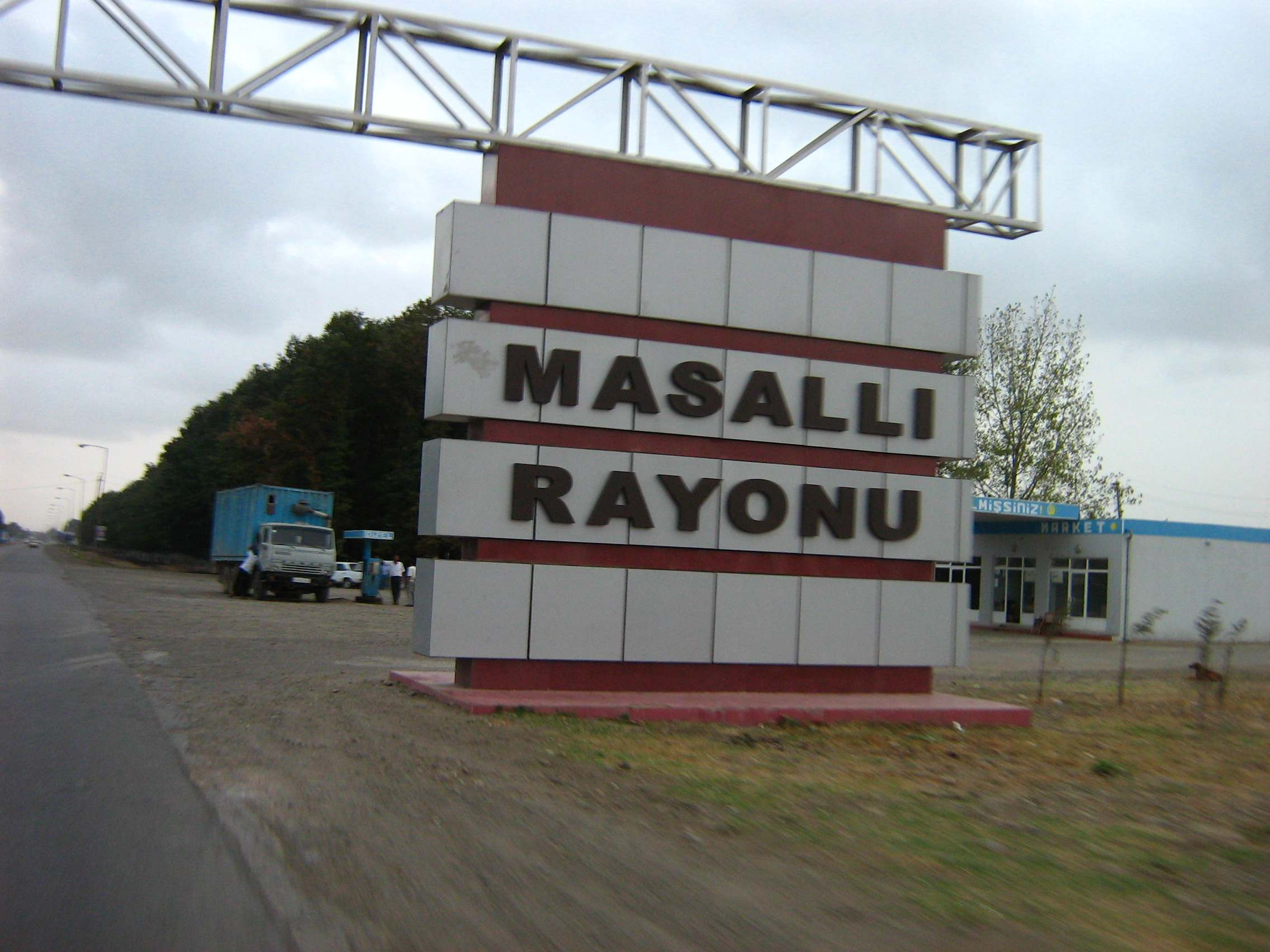
نمایی از ورودی شهرستان ماساللی

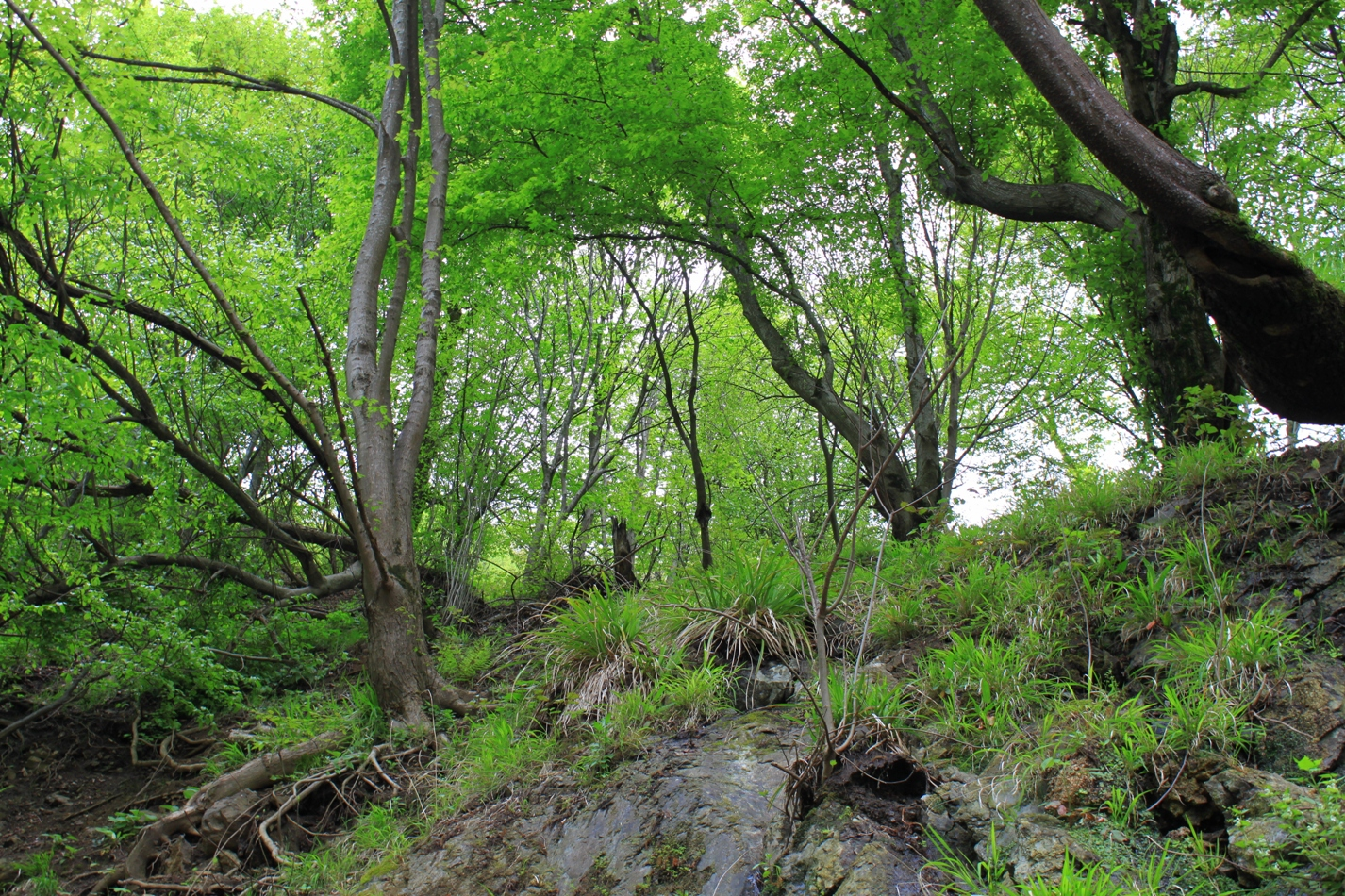
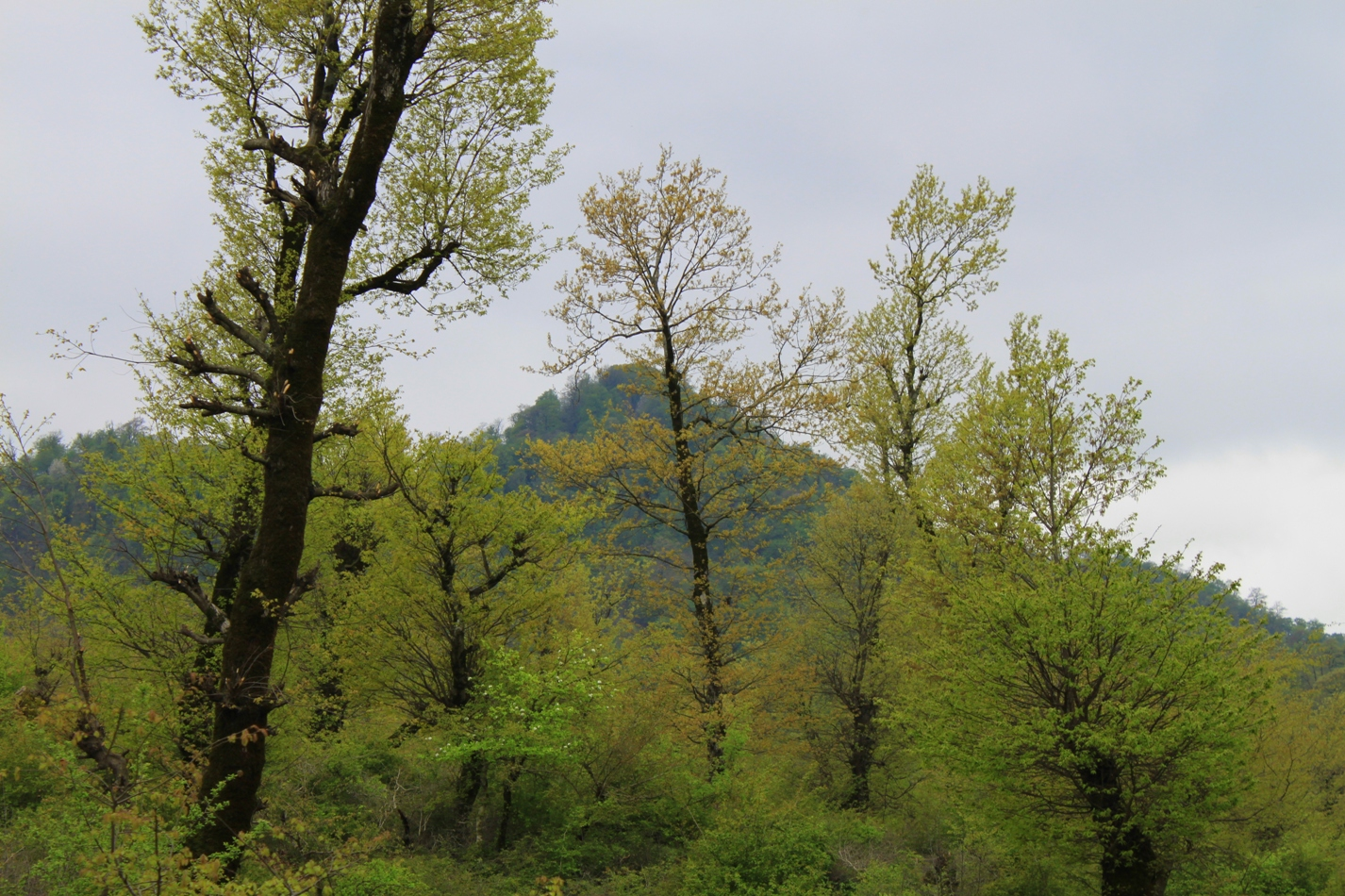
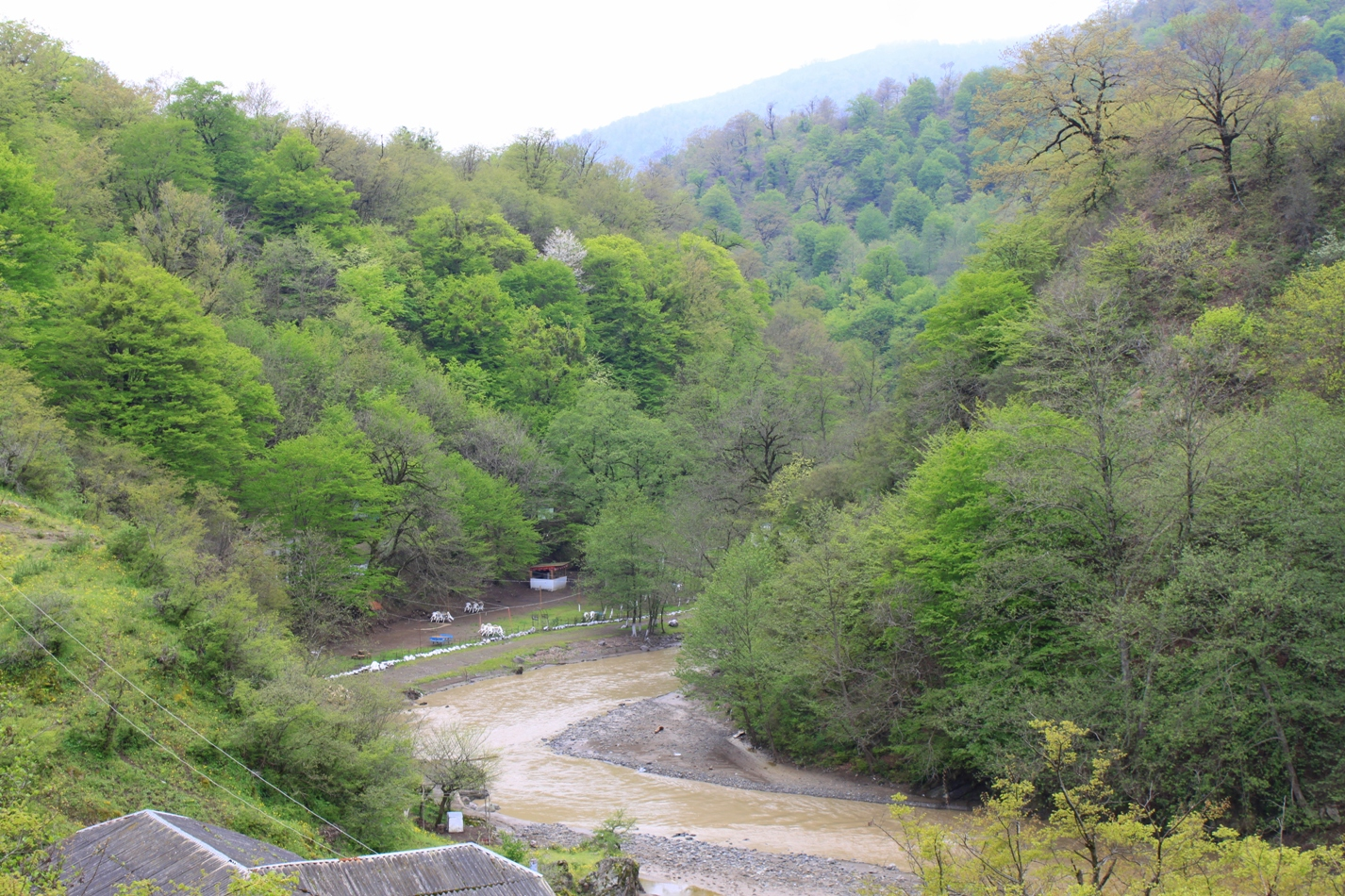
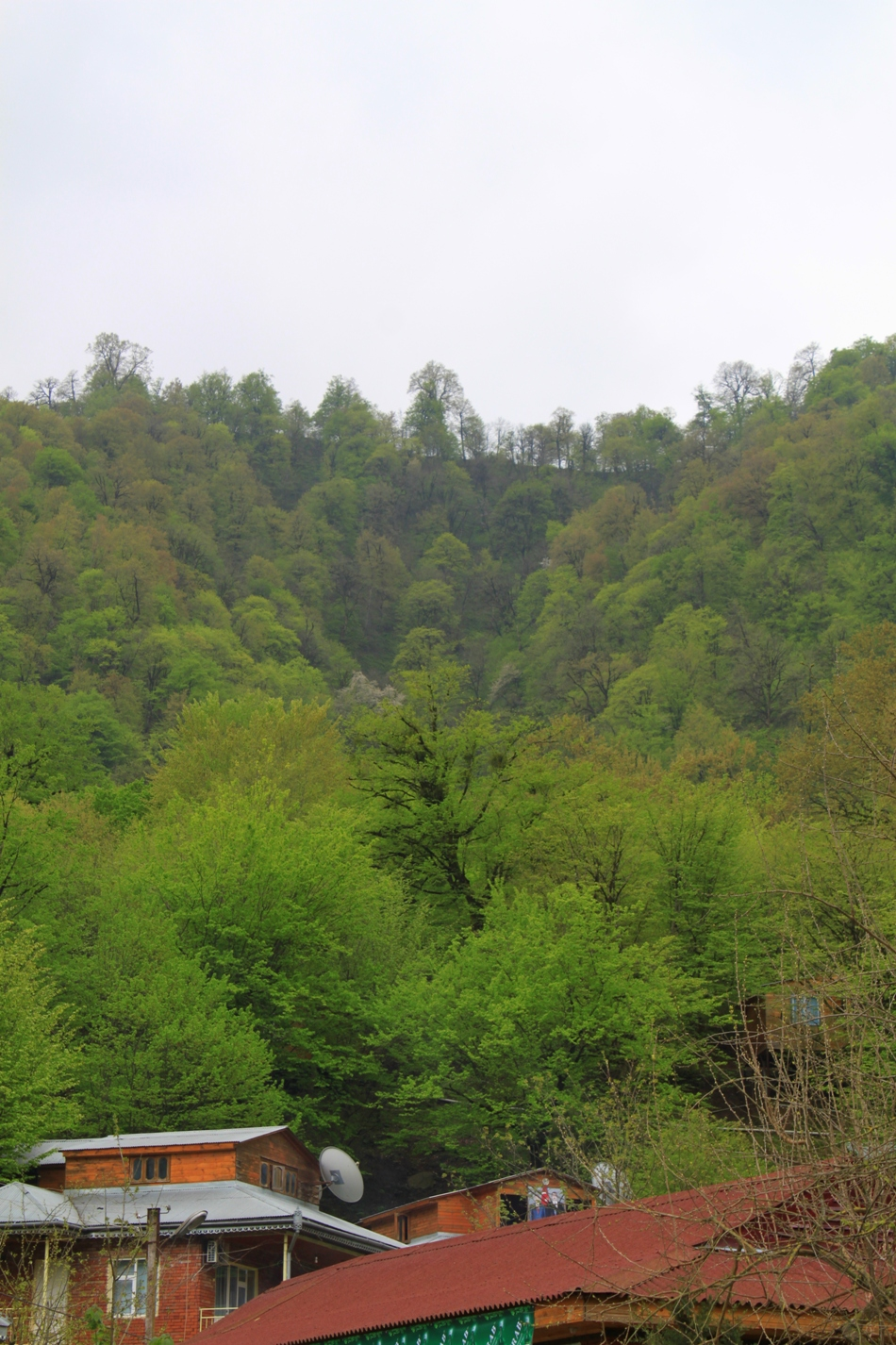